# Melody Maker
A Melody Maker angliai folyóirat, a világ leghosszabb múltra visszatekintő zenei újságja. 1926-ban alapították, kifejezetten a zenész, zenekedvelő olvasókra számára – akkoriban főleg a dzsesszre fókuszálva. Az 1950-es években a kiadvány lassan reagált az újonnan kialakuló rock and roll divatra, és a második helyre szorult a New Musical Express mögött. Az 1960-as évekre úgy tűnt, hogy visszanyeri a régi tekintélyét, mivel kifinomultabb, sokrétűbb volt a főleg a fiatalokra koncentráló NME–nél, a divatosabb témák mellett figyelmet fordítottak a nem fősodorbeli stílusok (dzsessz, folk) és a hangszerek ismertetésére is. Híresek voltak az újság hirdetései, amelyeken keresztül több később híressé vált együttes tagjai találtak egymásra (például Steve Hackett és Peter Gabriel (Genesis), Vince Clarke és Andy Bell (Erasure), Bill Bruford és a Yes, stb.). Az 1970-es években hetente 250 ezer példány került az újságárusokhoz.
Az újság az 1990-es évekre újra veszített a népszerűségéből, 2000-ben pedig bejelentették, hogy egybeolvad a rivális New Musical Expressel (amelyet ugyanaz az anyacég, az IPC Media birtokolt).